# Rolanda
Rolanda je  žensko osebno ime.

## Izvor imena
Ime Rolanda je ženska oblika moškega osebnega imena Roland.

## Tujejezikovne različice imena
- pri Italijanih: Rolanda, Rolandina

## Pogostost imena
Po podatkih Statističnega urada Republike Slovenije je bilo na dan 31. decembra 2007 v Sloveniji število ženskih oseb z imenom Rolanda: 51.

## Osebni praznik
Osebe z imenom Rolanda lahko god|godujejo takrat kot osebe z imenom Roland.